# ويليام دبليو. باورز
ويليام دبليو. باورز (بالإنجليزية: William W. Bowers)‏ هو سياسي أمريكي، ولد في 20 أكتوبر 1834 في الولايات المتحدة، وتوفي في 2 مايو 1917 في سان دييغو في الولايات المتحدة. حزبياً، نشط في الحزب الجمهوري. وقد انتخب عضو مجلس ولاية كاليفورنيا وانتخب عضو جمعية ولاية كاليفورنيا وانتخب عضو مجلس النواب الأمريكي.